# Jacobus Golius
Jacobus Golius (sinonímia: Iacobus Golius, Jacob van Gool; Jacob Gohl; Iacobo Golio, James Golius) (Haia, 1596 – Leiden, 28 de setembro de 1667) foi um orientalista, matemático, professor de árabe da Universidade de Leiden e professor de grego em La Rochelle. Sua obra mais importante é o Lexicon Arabico-Latinum, (publicada na cidade de Leiden, em 1653), baseado no Sihah do sábio e dicionarista al-Jawhari e somente superado pela obra correspondente de Georg Freytag (1788-1861) em 1837.

## Vida
Golius foi matriculado na Universidade de Leiden em 1612 onde estudou matemática, onde Frans van Schooten, O Velho, (1584–1646) , foi seu professor.  Em 1618 ele se registrou novamente para estudar Árabe e outras línguas orientais, onde se destacou como um dos mais brilhantes alunos de Erpenius (1584-1624).  Em 1622 ele acompanhou a duquesa de la Tremouille ao Marrocos, e ao voltar, em 12 de Maio de 1625, foi escolhido para suceder Erpenius na Universidade de Leiden.  No ano seguinte ele empreendeu uma viagem de exploração à Síria e à Arábia, onde permaneceu até 1629.  O resto da sua vida foi passado em Leiden, onde ocupava a cadeira de Matemática (como sucessor de Snellius que havia morrido em 1626) e a de Árabe.
Golius ensinou matemática para o filósofo francês René Descartes, e mais tarde trocou correspondência com ele.  É portanto altamente provável que ele tenha lido para o filósofo francês trechos de textos matemáticos árabes que Golius começou a colecionar principalmente sobre Cones .
Jacobus Golius exerceu um papel muito importante ao convencer os europeus sobre a descoberta de Cathay feita pelos jesuítas, e visitada por Marco Polo e por outros viajantes no século XVIII, era a mesma China, descoberta pelos navegadores portugueses no século XVI.  Embora Golius não conhecesse o idioma mandarim, ele estava familiarizado com o Zij-i Ilkhani', uma obra publicada pelo astrônomo persa Nasir al-Din al-Tusi, e completada em 1272, na qual ele descreveu o calendário catayano.  Quando o jesuíta estabelecido na China, Martino Martini (1614-1661), visitou Leiden em 1654, o entusiasmado Golius fez questão de se encontrar com ele.  Assim que Golius começou a catalogar os nomes das 12 divisões nas quais, de acordo com o astrônomo árabe, os catayanos dividiam o dia, Martini, que com certeza não falava persa, foi capaz de dar prosseguimento à lista.  Os nomes dos 24 termos solares relatados por Nasir al-Din eram correspondentes a aqueles que Martini havia aprendido na China também.  A história, que foi publicada por Martini no Additamentum do seu Atlas da China (Novus Atlas Sinensis), parece ter finalmente convencido a maioria dos eruditos europeus que China e Cathay se tratavam das mesmas localizações geográficas.

## Viagem a Marrocos
Durante o período em que acompanhou o embaixador da Holanda à corte de Marrocos, Golius consultou Erpenius que o orientou detalhamente com relação aos hábitos e costumes dos orientais, os quais eram desconhecidos na Europa.  Descreveu todos eles e escrevia os nomes próprios e de lugares quando conhecidos.  Erpenius também lhe forneceu uma carta endereçada ao príncipe, junto com presentes que incluiam um grande atlas e um Novo Testamento em árabe.  Muley Zidan, então rei do Marrocos deu-lhe grande recepção e teve grande satisfação com os presentes que os lia com frequência.  Golius seguiu todos os conselhos de Erpenius que lhe solicitava ater-se ao perfeito domínio da língua árabe e manter-se respeitoso com relação aos costumes e hábitos daquele país, comportamento esse que o fez parecer bastante agradável aos doutores e cortesãos orientais e até o rei fez questão de conhecê-lo.  Durante a audiência, o rei lhe falava em árabe, e Golius dizia em espanhol que ele entendia muito bem a sua majestade, mas não poderia manter uma conversação em árabe em razão da pronúncia gutural do idioma ao qual a sua garganta não estava suficientemente treinada.  A desculpa foi aceita pelo rei, que havia concedido a visita por intercessão do embaixador, e o despachou imediatamente.  Antes de partir, Golius fez questão de examinar algumas curiosidade em Fez e criou alguns desenhos do palácio real que mais tarde foram publicados pelo historiador inglês John Windus em sua obra Journey to Mequinez .
Ao retornar, Golius trouxe consigo vários livros que eram desconhecidos na Europa, e dentre eles, Os Anais do Reino Antigo de Fez e de Marrocos, que ele resolveu traduzir.  Ele comunicou tudo a Erpenius, que conhecia muito bem a importância de todos eles, mas não viveu muito tempo para desfrutar dos tesouros, porque morreria em 13 de Novembro de 1624, depois de recomendar seu aluno predileto aos curadores da universidade para seu sucessor.  A recomendação foi aceita e Golius assumiu imediatamente a cadeira de Árabe.  Exerceu com louvor esse cargo até obter em 25 de Novembro de 1625 uma carta do Príncipe de Orange, licenciando-o novamente para uma viagem ao Oriente.

## Viagem ao Oriente
Chegou primeiramente em Alepo de onde partiu para uma viagem de quinze meses; fez excursões pela Arábia, Mesopotâmia, indo depois para Constantinopla, na companhia de Cornelius Hago, embaixador da Holanda para a Porta.  Aqui, o governador da costa de Propontis ofereceu-lhe uma visita aos agradáveis jardins e a uma curiosa biblioteca em cujo interior ele se dedicou inteiramente à leitura de historiadores e geógrafos árabes, cujos escritos ele não havia ouvido falar até aquele momento, ou cujas páginas jamais houvera compulsado.  Porém, depois de permanecer quatro anos nessa cidade, saciando satisfatoriamente a sede de conhecimentos orientais, tornando-se relativamente hábil nas línguas turca, persa e árabe, voltou, em 1629, carregado de curiosos manuscritos que foram desde então considerados como os mais ricos tesouros da biblioteca da Universidade de Leiden.   Assim que se acomodou em sua casa, começou a pensar na melhor maneira de fazer o melhor uso daqueles manuscritos e de torná-los públicos.  E assim publicou o Léxico Arábico (1653) e uma nova edição da Gramática de Erpenius, ampliada com notas e adições, à qual ele também acrescentou diversas poesias, extraídas dos escritores árabes, particularmente de Tograi e Ababella.

## Frutos de suas viagens
Um propósito no qual ele empregou o seu conhecimento parece ter sido recomendável.  Ele havia sido testemunha ocular da situação execrável do Cristianismo nos países maometanos, e com a piedade de um cristão, resolveu, então, colocar esta sua habilidade das línguas orientais à serviço de informação para eles.  Moldado por esta louvável convicção, fez uso de uma edição do Novo Testamento na língua original, com uma tradução para o grego vulgar feita por um arquimandrita, que ele convenceu os Estados Holandeses a apresentar para a Igreja Grega, execrada pela tirania maometana, e como alguns desses cristão usam a língua árabe no serviço divino, ele teve o cuidado de espalhar entre eles uma tradução em árabe da confissão dos protestantes reformados, além do catecismo e da liturgia.

## Publicações
Entre suas publicações mais antigas podemos mencionar as edições de vários textos árabes (Proverbia quaedam Alis, imperatoris Muslemici, et Carmen Tograipoetae doctissimi, necnon dissertatio quaedam Aben Synae, 1629; e Ahmedis Arabsiadae vitae et rerum gestarum Timuri, gui vulgo Tamer, lanes dicitur, historia, 1636). Em 1656, ele publicou uma nova edição, com consideráveis adições, da Grammatica Arabica de Erpenius.  Depois da sua morte, foi encontrado no meio dos seus documentos um Dictionarium Persico-Latinum o qual foi publicado, com adições, pelo orientalista inglês Edmund Castell em sua obra Lexicon heptaglotton (1669). Golius foi também editor, tradutor e compilador de um tratado de astronomia de Alfragani : (Muhammedis, filii Ketiri Ferganensis, qui vulgo Alfraganus dicitur, elementa astronomica Arabice et Latine, 1669).